# Marco Histórico Nacional na Califórnia
A lista de Marco Histórico Nacional na Califórnia contem os marcos designados pelo Governo Federal dos Estados Unidos para o estado norte-americano da Califórnia. Expressam a diversidade do patrimônio da Califórnia, incluindo povos pré-colombianos, os períodos espanhóis e mexicanos, atividade marítima, exploração espacial, e muitos outros temas.

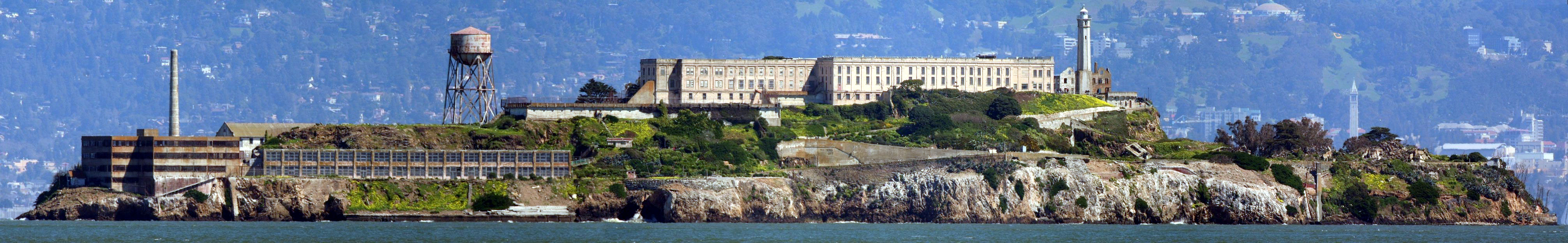
Ilha de Alcatraz na baía de São Francisco, um Marco Histórico Nacional desde 1986.

Existem 144 Marcos Históricos Nacional (NHLs) na Califórnia. Eles estão distribuídos em 37 dos 58 condados do estado. Existem dois lugares compartilhados com outros estados: Yuma Crossing e locais associados com o Arizona e o Refúgio Nacional da Vida Selvagem de Lower Klamath com o Oregon.

## Listagem atual
Legenda:
| NRHP | Registro Nacional de Lugares Históricos |
| NHL  | Marco Histórico Nacional                |
| NHLD | Distrito Histórico Nacional             |
| HD   | Distrito Histórico                      |
| NHS  | Local Histórico Nacional                |
| NMEM | Memorial Nacional dos EUA               |
| NMON | Monumento Nacional dos EUA              |
| NHP  | Parque Histórico Nacional dos EUA       |
| NMP  | Parque Nacional Militar dos EUA         |

| [ 2 ] | Nome | Imagem | Inclusão                          | Localidade e coordenadas | Condado                | NHLS     | Observações                                                                                           |
| ----- | --- | ------ | --------------------------------- | --- | ---------------------- | -------- | --- |
| 1     | Acampamento Donner                                                                                      |        | 20 de janeiro de 1961 (64 anos)   | 2,6 milhas a oeste de Truckee na U.S. 40 39° 19′ 12″ N, 120° 14′ 30″ O                                                                                        | Nevada                 | 66000218 | |
| 2     | Alma (escuna chata)                                                                                     |        | 7 de junho de 1988 (36 anos)      | 2905 Hyde Street (Hyde Street Pier), São Francisco 37° 48′ 28″ N, 122° 25′ 15″ O                                                                              | São Francisco          | 75000179 | |
| 3     | Angelus Temple                                                                                          |        | 27 de abril de 1992 (32 anos)     | 1100 Glendale Blvd., Los Angeles 34° 04′ 35″ N, 118° 15′ 41″ O                                                                                                | Los Angeles            | 92001875 | |
| 4     | Antiga Alfândega                                                                                        |        | 19 de dezembro de 1960 (64 anos)  | Calle Principal na Decatur St., Monterey 36° 35′ 46″ N, 121° 53′ 31″ O                                                                                        | Monterey               | 66000217 | |
| 5     | Antiga Casa da Moeda dos Estados Unidos                                                                 |        | 4 de julho de 1961 (63 anos)      | 5th e Mission Sts., São Francisco 37° 46′ 58″ N, 122° 24′ 23″ O                                                                                               | São Francisco          | 66000231 | |
| 6     | Área de Demonstração de Lazer do Bosque de Mendocino                                                    |        | 25 de setembro de 1997 (27 anos)  | 11301 Little Lake Road, Mendocino 39° 19′ 43″ N, 123° 41′ 54″ O                                                                                               | Mendocino              | 97001262 | |
| 7     | Asilomar Conference Grounds                                                                             |        | 27 de fevereiro de 1987 (38 anos) | Asilomar Blvd., Pacific Grove 36° 37′ 11″ N, 121° 55′ 53″ O                                                                                                   | Monterey               | 87000823 | |
| 8     | Aterro Sanitário de Fresno                                                                              |        | 7 de agosto de 2001 (23 anos)     | West e Jensen Avenues, Fresno 36° 42′ 00″ N, 119° 49′ 47″ O                                                                                                   | Fresno                 | 01001050 | |
| 9     | Balboa Park                                                                                             |        | 22 de dezembro de 1977 (47 anos)  | CA Quadrangle 41, San Diego 32° 43′ 53″ N, 117° 08′ 43″ O | San Diego              | 77000331 | |
| 10    | Balclutha                                                                                               |        | 4 de fevereiro de 1985 (40 anos)  | Leste do Pier 41, São Francisco 32° 43′ 53″ N, 117° 08′ 43″ O                                                                                                 | São Francisco          | 76000178 | |
| 11    | Baldwin Hills Village                                                                                   |        | 30 de janeiro de 2001 (24 anos)   | 5300 Village Green, Baldwin Hills, Los Angeles 34° 01′ 11″ N, 118° 21′ 39″ O                                                                                  | Los Angeles            | 93000269 | Conhecido como Village Green.                                                                         |
| 12    | Berkeley (balsa)                                                                                        |        | 14 de dezembro de 1990 (34 anos)  | B St. Pier, San Diego 32° 43′ 01″ N, 117° 10′ 22″ O | San Diego              | 90002220 | |
| 13    | Big Four House                                                                                          |        | 4 de julho de 1961 (63 anos)      | 220-226 K Street, Sacramento 38° 34′ 58″ N, 121° 30′ 12″ O | Sacramento             | 76000541 | |
| 14    | Bondes de São Francisco                                                                                 |        | 29 de janeiro de 1964 (61 anos)   | 1390 Washington St., São Francisco 37° 47′ 44″ N, 122° 24′ 27″ O                                                                                              | São Francisco          | 76000541 | |
| 15    | C.A. Thayer (escuna)                                                                                    |        | 13 de novembro de 1966 (58 anos)  | Parque Histórico Estadual Marítimo de São Francisco, São Francisco 37° 48′ 28″ N, 122° 25′ 16″ O                                                              | São Francisco          | 66000229 | |
| 16    | Campo petrolífero de Pico Canyon                                                                        |        | 13 de novembro de 1966 (58 anos)  | 9,5 milhas ao norte de São Fernando, a oeste da U.S. 99 34° 22′ 10″ N, 118° 37′ 49″ O                                                                         | Los Angeles            | 66000212 | |
| 17    | Carrossel Looff e Montanha Russa de Santa Cruz                                                          |        | 27 de fevereiro de 1987 (38 anos) | Ao longo da Beach St., Santa Cruz 36° 57′ 52″ N, 122° 01′ 00″ O                                                                                               | Santa Cruz             | 87000764 | |
| 18    | Casa das Máquinas de Folsom                                                                             |        | 29 de maio de 1981 (43 anos)      | Fora da Folsom Blvd. na Área de Recreação Estadual do Lago Folsom, Folsom 38° 40′ 50″ N, 121° 10′ 32″ O                                                       | Sacramento             | 73000426 | |
| 19    | Casa do Comandante, Forte Ross                                                                          |        | 15 de maio de 1970 (54 anos)      | Norte de Forte Ross na CA 1, Monumento Histórico Estadual de Forte Ross 38° 30′ 52″ N, 123° 14′ 37″ O                                                         | Sonoma                 | 70000150 | |
| 20    | Cidade de Oakland (USS Hoga) (rebocador)                                                                |        | 30 de junho de 1989 (35 anos)     | FDR Memorial Pier, Jack London Sq., Baía de Suisun, Benicia 37° 47′ 42,6″ N, 122° 16′ 43,6″ O                                                                 | Solano                 | 89001429 | |
| 21    | Centro de Realocação de Lago Tule                                                                       |        | 17 de fevereiro de 2006 (19 anos) | Nordeste da CA 139, Newell 41° 53′ 22″ N, 121° 22′ 29″ O | Modoc                  | 06000210 | |
| 22    | Coloma                                                                                                  |        | 4 de julho de 1961 (63 anos)      | 7 milhas a noroeste de Placerville na CA 49 38° 48′ 00″ N, 120° 53′ 21″ O                                                                                     | El Dorado              | 66000207 | |
| 23    | Complexo Aline Barnsdall (Hollyhock House)                                                              |        | 29 de março de 2007 (17 anos)     | 4800 Hollywood Blvd., Los Angeles 34° 06′ 00″ N, 118° 17′ 41″ O                                                                                               | Los Angeles            | 71000143 | |
| 24    | Complexo de Lançamento Espacial 10                                                                      |        | 23 de junho de 1986 (38 anos)     | Base da Força Aérea de Vandenberg, Lompoc 34° 45′ 55″ N, 120° 37′ 20″ O                                                                                       | Santa Bárbara          | 86003511 | |
| 25    | David B. Gamble House                                                                                   |        | 22 de dezembro de 1977 (47 anos)  | 4 Westmoreland Place, Pasadena 34° 09′ 06″ N, 118° 09′ 37″ O                                                                                                  | Los Angeles            | 71000155 | |
| 26    | Distrito Arqueológico Carrizo Plain                                                                     |        | 2 de março de 2012 (13 anos)      | Endereço restrito próximo de California Valley 35° 11′ 29″ N, 119° 43′ 34″ O                                                                                  | San Luis Obispo        | 01000509 | |
| 27    | Distrito Artístico de Coso Rock                                                                         |        | 19 de julho de 1964 (60 anos)     | Endereço restrito próximo de China Lake | Inyo                   | 66000209 | Conhecido anteriormente como Big and Little Petroglyph Canyons, foi renomeado em 7 de agosto de 2001. |
| 28    | Distrito Histórico Aquatic Park                                                                         |        | 28 de maio de 1987 (37 anos)      | Delimitado pela Van Ness Avenue, Hyde e Polk Streets, São Francisco 37° 48′ 23″ N, 122° 25′ 25″ O                                                             | São Francisco          | 84001183 | |
| 29    | Distrito Histórico da Praça de San Juan Bautista                                                        |        | 15 de abril de 1970 (54 anos)     | Prédios ao redor da praça na Washington, Mariposa, e 2nd Sts., San Juan Bautista 36° 50′ 37″ N, 121° 32′ 04″ O                                                | San Benito             | 69000038 | |
| 30    | Distrito Histórico da Velha Cidade de Monterey                                                          |        | 15 de abril de 1970 (54 anos)     | Limites indefinidos até o momento, Monterey 36° 35′ 59″ N, 121° 53′ 37″ O                                                                                     | Monterey               | 70000137 | |
| 31    | Distrito Histórico de Bodie                                                                             |        | 4 de julho de 1961 (63 anos)      | 7 milhas ao sul de Bridgeport na U.S. 395, então 12 milhas a leste na estrada secundária, Bodie 38° 12′ 44″ N, 119° 00′ 44″ O                                 | Mono                   | 66000213 | |
| 32    | Distrito Histórico de Columbia                                                                          |        | 4 de julho de 1961 (63 anos)      | 4 milhas a noroeste de Sonora na CA 49 38° 02′ 08,84″ N, 120° 24′ 03,81″ O                                                                                    | Tuolumne               | 66000242 | |
| 33    | Distrito Histórico de Little Tokyo                                                                      |        | 12 de junho de 1995 (29 anos)     | 301--369 First e 106--120 San Pedro Sts., Los Angeles 34° 03′ 02″ N, 118° 14′ 22″ O                                                                           | Los Angeles            | 86001479 | |
| 34    | Distrito Histórico de Locke                                                                             |        | 14 de dezembro de 1990 (34 anos)  | Delimitado no oeste pelo Rio Sacramento, ao norte pela Locke Road, ao leste pela Alley Street e ao sul pela Levee Street, Locke 38° 15′ 02″ N, 121° 30′ 35″ O | Sacramento             | 71000174 | |
| 35    | Distrito Histórico de Old Sacramento                                                                    |        | 12 de janeiro de 1965 (60 anos)   | Confluência da U.S. 40, 50, 99, e CA 16 e 24, Sacramento Coordenadas : formato inválido                                                                       | Sacramento             | 66000219 | |
| 36    | Distrito Histórico de San Francisco Civic Center                                                        |        | 27 de fevereiro de 1987 (38 anos) | Delimitado aproximadamente pela Golden Gate Ave., 7th, Franklin, Hayes, e Market Sts., São Francisco 37° 46′ 47″ N, 122° 25′ 04″ O                            | São Francisco          | 78000757 | |
| 37    | Distrito Histórico e Arqueológico da Baía de Drakes                                                     |        | 16 de outubro de 2012 (12 anos)   | Endereço restrito perto da estação de Point Reyes | Marin                  | 12001006 | |
| 38    | Eames House (Case Study House 8)                                                                        |        | 20 de setembro de 2006 (18 anos)  | 203 N Chautauqua Blvd., Pacific Palisades, Los Angeles 34° 01′ 47″ N, 118° 31′ 10″ O                                                                          | Los Angeles            | 06000978 | |
| 39    | Edifício Bradbury                                                                                       |        | 5 de maio de 1977 (47 anos)       | 304 S. Broadway, Los Angeles 34° 03′ 03″ N, 118° 14′ 53″ O | Los Angeles            | 71000144 | |
| 40    | Edifício do Banco da Itália                                                                             |        | 2 de junho de 1978 (46 anos)      | 552 Montgomery Street, São Francisco 37° 47′ 40″ N, 122° 24′ 11″ O                                                                                            | São Francisco          | 78000754 | |
| 41    | Edifício Old Scripps                                                                                    |        | 20 de maio de 1982 (42 anos)      | 8602 La Jolla Shores Dr., La Jolla, San Diego 32° 51′ 52″ N, 117° 15′ 09″ O                                                                                   | San Diego              | 77000330 | |
| 42    | Edwin Hubble House                                                                                      |        | 8 de dezembro de 1976 (48 anos)   | 1340 Woodstock Rd., San Marino 34° 07′ 24″ N, 118° 07′ 17″ O                                                                                                  | Los Angeles            | 76000494 | |
| 43    | Elmshaven (Ellen Gould White House)                                                                     |        | 4 de novembro de 1993 (31 anos)   | 125 Glass Mountain Ln., Santa Helena 38° 32′ 06″ N, 122° 28′ 41″ O                                                                                            | Napa                   | 93001609 | |
| 44    | Estação de Imigração dos Estados Unidos, Angel Island                                                   |        | 9 de dezembro de 1997 (27 anos)   | Sudeste de Tiburon na Baía de São Francisco 37° 51′ 44″ N, 122° 25′ 13″ O                                                                                     | Marin                  | 71000164 | |
| 45    | Estaleiro Naval de Mare Island                                                                          |        | 15 de maio de 1975 (49 anos)      | Mare Island 38° 06′ 00″ N, 122° 16′ 00″ O | Solano                 | 75002103 | |
| 46    | Estudillo House                                                                                         |        | 15 de abril de 1970 (54 anos)     | 4000 Mason St., San Diego 32° 45′ 15″ N, 117° 11′ 49″ O | San Diego              | 70000143 | |
| 47    | Eureka (balsa dupla)                                                                                    |        | 4 de fevereiro de 1985 (40 anos)  | Parque Histórico Estadual Marítimo de São Francisco, 2905 Hyde St., São Francisco 37° 48′ 27″ N, 122° 25′ 17″ O                                               | São Francisco          | 73000229 | |
| 48    | Fir (USCGC)                                                                                             |        | 27 de abril de 1992 (32 anos)     | Baía de Suisun, Benicia | Solano                 | 92001880 | Será movido para Nova Iorque.                                                                         |
| 49    | Forte Ross                                                                                              |        | 5 de novembro de 1961 (63 anos)   | Norte de Forte Ross na CA 1 38° 30′ 45″ N, 123° 14′ 34″ O | Sonoma                 | 66000239 | |
| 50    | Frank Norris Cabin                                                                                      |        | 29 de dezembro de 1962 (62 anos)  | 10 milhas à oeste de Gilroy, fora da CA 152 37° 02′ 11″ N, 121° 42′ 45″ O                                                                                     | Santa Clara            | 66000235 | |
| 51    | Gonzalez House                                                                                          |        | 15 de abril de 1970 (54 anos)     | 835 Laguna Street, Santa Bárbara 34° 25′ 27″ N, 119° 41′ 45″ O                                                                                                | Santa Bárbara          | 70000149 | |
| 52    | Guajome Ranch House                                                                                     |        | 15 de abril de 1970 (54 anos)     | 2,5 milhas a noroeste de Vista 33° 14′ 00″ N, 117° 15′ 14″ O                                                                                                  | San Diego              | 70000145 | |
| 53    | Gunther Island Site 67                                                                                  |        | 19 de julho de 1964 (60 anos)     | Endereço restrito na vizinhança de Eureka 40° 48′ 46,46″ N, 124° 10′ 06,22″ O                                                                                 | Humboldt               | 66000208 | |
| 54    | Hanna-Honeycomb House                                                                                   |        | 29 de junho de 1989 (35 anos)     | 737 Frenchman's Rd., Palo Alto 37° 24′ 58″ N, 122° 09′ 51″ O                                                                                                  | Santa Clara            | 78000780 | |
| 55    | Harada House                                                                                            |        | 14 de dezembro de 1990 (34 anos)  | 3356 Lemon St., Riverside 33° 59′ 07″ N, 117° 22′ 09″ O | Riverside              | 77000325 | |
| 56    | Hercules (rebocador)                                                                                    |        | 17 de janeiro de 1986 (39 anos)   | Unidade Marítima, Hyde St. Pier, Museu Marítimo Nacional, São Francisco 37° 48′ 30″ N, 122° 25′ 16″ O                                                         | São Francisco          | 75000225 | |
| 57    | Hipódromo Looff de Santa Mônica                                                                         |        | 27 de fevereiro de 1987 (38 anos) | 276 Santa Monica Pier, Santa Mônica 34° 00′ 37″ N, 118° 29′ 47″ O                                                                                             | Los Angeles            | 87000766 | |
| 58    | Hornet (CVS-12) (USS) (porta-aviões)                                                                    |        | 4 de dezembro de 1991 (33 anos)   | Alameda Point, Alameda 37° 46′ 22″ N, 122° 18′ 10″ O | Alameda                | 91002065 | |
| 59    | Hotel del Coronado                                                                                      |        | 5 de maio de 1977 (47 anos)       | 1500 Orange Ave., Coronado 32° 40′ 51″ N, 117° 10′ 36″ O | San Diego              | 71000181 | |
| 60    | Hubert H. Bancroft Ranch House                                                                          |        | 29 de dezembro de 1962 (62 anos)  | Bancroft Drive fora da CA 94, Spring Valley 37° 49′ 35″ N, 122° 25′ 21″ O                                                                                     | San Diego              | 66000227 | |
| 61    | Igreja da Missão San Diego de Alcalá                                                                    |        | 15 de abril de 1970 (54 anos)     | 5 milhas à leste da antiga vila de San Diego na Friars Road 32° 46′ 58″ N, 117° 06′ 23″ O                                                                     | San Diego              | 70000144 | |
| 62    | Igreja da Missão San Luis Rey                                                                           |        | 15 de abril de 1970 (54 anos)     | 4 milhas a leste de Oceanside na CA 76 33° 13′ 57″ N, 117° 19′ 13″ O                                                                                          | San Diego              | 70000142 | |
| 63    | Igreja Swedenborgian                                                                                    |        | 18 de agosto de 2004 (20 anos)    | 3200 Washington St., São Francisco 37° 47′ 25″ N, 122° 26′ 45,2″ O                                                                                            | São Francisco          | 04001154 | |
| 64    | Ilha de Alcatraz                                                                                        |        | 17 de janeiro de 1986 (39 anos)   | Baía de São Francisco, Área de Recreação Nacional Golden Gate 37° 49′ 35″ N, 122° 25′ 21″ O                                                                   | São Francisco          | 76000209 | |
| 65    | Jack London Ranch                                                                                       |        | 29 de dezembro de 1962 (62 anos)  | 0,4 milhas à oeste de Glen Ellen no Parque Histórico Estadual de Jack London 38° 21′ 02″ N, 122° 32′ 35″ O                                                    | Sonoma                 | 66000240 | |
| 66    | James C. Flood Mansion                                                                                  |        | 13 de novembro de 1966 (58 anos)  | California e Mason Streets, São Francisco 37° 47′ 31″ N, 122° 24′ 39″ O                                                                                       | São Francisco          | 66000230 | |
| 67    | Jeremiah O'Brien (Navio da Liberdade)                                                                   |        | 14 de janeiro de 1986 (39 anos)   | Pier 3, Fort Mason Center, São Francisco 37° 48′ 23″ N, 122° 25′ 43″ O                                                                                        | São Francisco          | 78003405 | |
| 68    | John Muir House                                                                                         |        | 29 de dezembro de 1962 (62 anos)  | 4202 Alhambra Ave., Martinez 37° 59′ 30″ N, 122° 07′ 50″ O | Contra Costa           | 66000083 | |
| 69    | Jose Castro House                                                                                       |        | 15 de maio de 1970 (54 anos)      | Lado sul da Plaza, San Juan Bautista 36° 50′ 34″ N, 121° 32′ 05″ O                                                                                            | San Benito             | 70000141 | |
| 70    | Juan de Anza House                                                                                      |        | 15 de abril de 1970 (54 anos)     | 3rd e Franklin Streets, San Juan Bautista 36° 50′ 37″ N, 121° 32′ 07″ O                                                                                       | San Benito             | 70000140 | |
| 71    | Lane Victory (Navio da Vitória)                                                                         |        | 14 de dezembro de 1990 (34 anos)  | Ancoradouro 4, Porto de São Pedro, Los Angeles 33° 42′ 52″ N, 118° 16′ 29″ O                                                                                  | Los Angeles            | 90002222 | |
| 72    | Larkin House                                                                                            |        | 19 de dezembro de 1960 (64 anos)  | 464 Calle Principale, Monterey 36° 35′ 56″ N, 121° 53′ 44″ O                                                                                                  | Monterey               | 66000215 | |
| 73    | Las Flores Adobe                                                                                        |        | 18 de outubro de 1968 (56 anos)   | Stuart Mesa Rd., cerca de 7 milhas ao norte da confluência com Vandergrift Blvd., Camp Pendleton 33° 18′ 00″ N, 117° 27′ 40″ O                                | San Diego              | 68000021 | |
| 74    | Le Conte Memorial Lodge                                                                                 |        | 28 de maio de 1987 (37 anos)      | Vale de Yosemite, Parque Nacional de Yosemite 37° 44′ 18″ N, 119° 34′ 42″ O                                                                                   | Mariposa               | 77000148 | |
| 75    | Leland Stanford House                                                                                   |        | 28 de maio de 1987 (37 anos)      | 800 N St., Sacramento 38° 34′ 34,22″ N, 121° 29′ 52,38″ O | Sacramento             | 71000178 | Também conhecido como Stanford-Lathrop House.                                                         |
| 76    | Lightship WAL-605, Relief                                                                               |        | 20 de dezembro de 1989 (35 anos)  | Estuário de Oakland na Bacia de Brooklyn 37° 47′ 44″ N, 122° 16′ 50″ O                                                                                        | Alameda                | 89002462 | |
| 77    | Local de nascimento de Richard M. Nixon                                                                 |        | 31 de maio de 1973 (51 anos)      | 18061 Yorba Linda Blvd., Yorba Linda 33° 53′ 19″ N, 117° 49′ 08″ O                                                                                            | Orange                 | 71000171 | |
| 78    | Local do descobrimento da Baía de São Francisco                                                         |        | 23 de maio de 1968 (56 anos)      | 4 milhas à oeste de San Bruno via Skyline Dr. e Sneath Lane 37° 36′ 11″ N, 122° 27′ 17″ O                                                                     | San Mateo              | 68000022 | |
| 79    | Los Alamos Ranch House                                                                                  |        | 15 de abril de 1970 (54 anos)     | 3 milhas à oeste de Los Alamos on antiga U.S. 101 | Santa Bárbara          | 70000148 | |
| 80    | Los Angeles Memorial Coliseum                                                                           |        | 27 de julho de 1984 (40 anos)     | 3911 S. Figueroa St., Los Angeles 34° 00′ 50,4″ N, 118° 17′ 16″ O                                                                                             | Los Angeles            | 84003866 | |
| 81    | Los Cerritos Ranch House                                                                                |        | 15 de abril de 1970 (54 anos)     | 4600 Virginia Rd., Long Beach 33° 50′ 11″ N, 118° 11′ 40″ O                                                                                                   | Los Angeles            | 70000135 | |
| 82    | Lou Henry e Herbert Hoover House                                                                        |        | 4 de fevereiro de 1985 (40 anos)  | 623 Mirada Rd., no campus da Universidade Stanford em Stanford 36° 50′ 37″ N, 121° 32′ 07″ O                                                                  | Santa Clara            | 78000786 | |
| 83    | Luther Burbank House and Garden                                                                         |        | 19 de junho de 1964 (60 anos)     | 200 Santa Rosa Avenue, Santa Rosa 38° 26′ 10″ N, 122° 42′ 44″ O                                                                                               | Sonoma                 | 66000241 | |
| 84    | Manzanar War Relocation Center                                                                          |        | 4 de fevereiro de 1985 (40 anos)  | 6 milhas ao sul de Independence na CA 395 36° 43′ 41″ N, 118° 09′ 16″ O                                                                                       | Inyo                   | 76000484 | |
| 85    | Marin County Civic Center                                                                               |        | 17 de julho de 1991 (33 anos)     | Confluência do norte de San Pedro Rd. e Civic Center Dr., São Rafael 37° 59′ 52″ N, 122° 31′ 50″ O                                                            | Marin                  | 91002055 | |
| 86    | Missão Carmel                                                                                           |        | 9 de outubro de 1960 (64 anos)    | Rio Road, Carmel 36° 32′ 28″ N, 121° 55′ 07″ O | Monterey               | 66000214 | |
| 87    | Missão La Purisima                                                                                      |        | 15 de abril de 1970 (54 anos)     | 4 milhas a leste de Lompoc, próximo da confluência da CA 1 e 150 34° 40′ 18″ N, 120° 25′ 21″ O                                                                | Santa Bárbara          | 70000147 | |
| 88    | Missão San Miguel Arcángel                                                                              |        | 20 de março de 2006 (18 anos)     | Endereço restrito em San Miguel 35° 44′ 41″ N, 120° 41′ 53″ O                                                                                                 | San Luis Obispo        | 71000191 | |
| 89    | Missão Santa Bárbara                                                                                    |        | 9 de outubro de 1960 (64 anos)    | 2201 Laguna St., Santa Bárbara 34° 26′ 15″ N, 119° 42′ 45″ O                                                                                                  | Santa Bárbara          | 66000237 | |
| 90    | Missão Santa Inés                                                                                       |        | 20 de janeiro de 1999 (26 anos)   | Leste de Solvang, sula da CA 246 34° 35′ 40″ N, 120° 08′ 12″ O                                                                                                | Santa Bárbara          | 99000630 | |
| 91    | Mission Beach Roller Coaster                                                                            |        | 27 de fevereiro de 1987 (38 anos) | 3000 Mission Blvd., San Diego 32° 46′ 12″ N, 117° 15′ 00″ O                                                                                                   | San Diego              | 78000753 | |
| 92    | Mission Inn                                                                                             |        | 5 de maio de 1977 (47 anos)       | 3649 7th St., Riverside 33° 58′ 54″ N, 117° 22′ 18″ O | Riverside              | 71000173 | |
| 93    | Modjeska House                                                                                          |        | 14 de dezembro de 1990 (34 anos)  | Modjeska Canyon Rd., Modjeska Canyon 33° 42′ 59″ N, 117° 37′ 26″ O                                                                                            | Orange                 | 72000244 | |
| 94    | New Almaden                                                                                             |        | 4 de julho de 1961 (63 anos)      | 14 milhas ao sul de São José na CR G8 37° 10′ 48″ N, 121° 50′ 08″ O                                                                                           | Santa Clara            | 66000236 | |
| 95    | Nuestra Señora Reina de la Paz                                                                          |        | 8 de outubro de 2012 (12 anos)    | 29700 Woodford-Tehachapi Rd., Keene 35° 13′ 24″ N, 118° 33′ 49″ O                                                                                             | Kern                   | 11000576 | |
| 96    | Oak Grove Butterfield Stage Station                                                                     |        | 5 de novembro de 1961 (63 anos)   | 13 milhas à noroeste de Warner Springs na CA 79, Oak Grove 33° 23′ 23″ N, 116° 47′ 39″ O                                                                      | San Diego              | 66000222 | |
| 97    | Observatório Solar Hale                                                                                 |        | 20 de dezembro de 1989 (35 anos)  | 740 Holladay Rd., Pasadena 34° 07′ 59″ N, 118° 07′ 19″ O | Los Angeles            | 86000103 | |
| 98    | Palácio da Justiça do condado de Santa Bárbara                                                          |        | 5 de abril de 2005 (19 anos)      | 1100 Anacapa St., Santa Bárbara 34° 25′ 28″ N, 119° 42′ 09″ O                                                                                                 | Santa Bárbara          | 81000177 | |
| 99    | Palácio da Justiça e Correios dos Estados Unidos (Palácio da Justiça do distrito central da Califórnia) |        | 16 de outubro de 2012 (12 anos)   | 312 N. Spring St., Los Angeles | Los Angeles            | 06000001 | |
| 100   | Palácio da Justiça e Correios dos Estados Unidos (Tribunal de apelação James R. Browning)               |        | 16 de outubro de 2012 (12 anos)   | Esquina nordeste da 7th e Mission Sts., São Francisco 37° 46′ 48″ N, 122° 24′ 35″ O                                                                           | São Francisco          | 71000188 | |
| 101   | Pampanito (USS) (submarino)                                                                             |        | 14 de janeiro de 1986 (39 anos)   | Pier 45, Fisherman's Wharf, São Francisco 37° 48′ 31″ N, 122° 24′ 56″ O                                                                                       | São Francisco          | 86000089 | |
| 102   | Parsons Memorial Lodge                                                                                  |        | 28 de maio de 1987 (37 anos)      | Tuolumne Meadows, Parque Nacional de Yosemite 37° 52′ 36″ N, 119° 22′ 00″ O                                                                                   | Tuolumne               | 79000283 | |
| 103   | Passo Walker                                                                                            |        | 4 de julho de 1961 (63 anos)      | 60 milhas à nordeste de Bakersfield na CA 178 35° 39′ 47″ N, 118° 01′ 37″ O                                                                                   | Kern                   | 66000210 | |
| 104   | Petaluma Adobe                                                                                          |        | 15 de abril de 1970 (54 anos)     | 4 milhas ao leste de Petaluma na Casa Grande Rd. 38° 15′ 20″ N, 122° 35′ 04″ O                                                                                | Sonoma                 | 70000151 | |
| 105   | Pioneer Deep Space Station                                                                              |        | 3 de outubro de 1985 (39 anos)    | Goldstone Deep Space Communications Complex, Fort Irwin, deserto de Mojave 35° 23′ 15″ N, 116° 51′ 22″ O                                                      | San Bernardino         | 85002813 | |
| 106   | Point Reyes Lifeboat Station                                                                            |        | 20 de dezembro de 1989 (35 anos)  | Baía de Drake, Point Reyes National Seashore, Inverness 37° 59′ 38″ N, 122° 58′ 26″ O                                                                         | Marin                  | 85002756 | |
| 107   | Pony Express Terminal                                                                                   |        | 4 de julho de 1961 (63 anos)      | 1006 2nd St., Sacramento 38° 34′ 58″ N, 121° 30′ 15″ O | Sacramento             | 66000220 | |
| 108   | Porto de Embarque de São Francisco, Exército dos EUA                                                    |        | 4 de fevereiro de 1985 (40 anos)  | Forte Mason, São Francisco 37° 48′ 26″ N, 122° 25′ 50″ O | São Francisco          | 85002433 | |
| 109   | Potomac (iate presidencial)                                                                             |        | 14 de dezembro de 1990 (34 anos)  | 1660 Embarcadero, Oakland 37° 47′ 37″ N, 122° 16′ 44″ O | Alameda                | 87000068 | |
| 110   | Praça de Sonoma                                                                                         |        | 19 de dezembro de 1960 (64 anos)  | Centro de Sonoma 38° 17′ 04″ N, 122° 27′ 27″ O | Sonoma                 | 75000489 | |
| 111   | Primeira Igreja de Cristo, Cientista                                                                    |        | 22 de dezembro de 1977 (47 anos)  | 2619 Dwight Way, Berkeley 37° 51′ 56″ N, 122° 15′ 20″ O | Alameda                | 77000283 | |
| 112   | Presídio de San Diego                                                                                   |        | 9 de outubro de 1960 (64 anos)    | Presidio Park, San Diego 32° 45′ 31″ N, 117° 11′ 36″ O | San Diego              | 66000226 | |
| 113   | Presídio de São Francisco                                                                               |        | 13 de junho de 1962 (62 anos)     | Extremidade norte da Península de São Francisco na U.S. 101 e I-480, São Francisco 37° 48′ 00″ N, 122° 28′ 00″ O                                              | São Francisco          | 66000232 | |
| 114   | Ponte Knight's Ferry                                                                                    |        | 16 de outubro de 2012 (12 anos)   | Knights Ferry 37° 39′ 48″ N, 120° 27′ 44″ O | Stanislaus             |          | |
| 115   | Propriedade Hearst, San Simeon                                                                          |        | 11 de maio de 1976 (48 anos)      | 3 milhas a noroeste de San Simeon 37° 51′ 56″ N, 122° 15′ 20″ O                                                                                               | San Luis Obispo        | 72000253 | |
| 116   | Ralph J. Scott                                                                                          |        | 30 de junho de 1989 (35 anos)     | Ancoradouro 85, São Pedro, Los Angeles 33° 44′ 29″ N, 118° 16′ 44″ O                                                                                          | Los Angeles            | 89001430 | |
| 117   | Rancho Camulos                                                                                          |        | 16 de fevereiro de 2000 (25 anos) | 5164 E. Telegraph Rd., Piru 34° 24′ 20″ N, 118° 45′ 24″ O | Ventura                | 96001137 | |
| 118   | Rangers' Club                                                                                           |        | 28 de maio de 1987 (37 anos)      | Vale de Yosemite, Parque Nacional de Yosemite 37° 44′ 44″ N, 119° 35′ 12″ O                                                                                   | Mariposa               | 87001414 | |
| 119   | Refúgio dos Patos Selvagens do Lago Merritt                                                             |        | 23 de maio de 1963 (61 anos)      | Lakeside Park, Grand Avenue, Oakland 37° 48′ 14″ N, 122° 15′ 33″ O                                                                                            | Alameda                | 66000205 | |
| 120   | Refúgio Nacional da Vida Selvagem de Lower Klamath                                                      |        | 12 de janeiro de 1965 (60 anos)   | Lago Lower Klamath, leste de Dorris 41° 56′ 56″ N, 121° 41′ 48″ O                                                                                             | Siskiyou e Klamath, OR | 66000238 | Marco compartilhado com o Oregon.                                                                     |
| 121   | Represa Old Mission                                                                                     |        | 21 de maio de 1963 (61 anos)      | Norte de Mission St.-Gorge Rd., San Diego 32° 50′ 17″ N, 117° 02′ 32″ O                                                                                       | San Diego              | 66000225 | |
| 122   | Rogers Dry Lake                                                                                         |        | 3 de outubro de 1985 (39 anos)    | Base da Força Aérea de Edwards, deserto de Mojave 34° 57′ 00″ N, 117° 52′ 00″ O                                                                               | Kern e San Bernardino  | 85002816 | |
| 123   | Rose Bowl                                                                                               |        | 27 de fevereiro de 1987 (38 anos) | 991 Rosemont Ave., Brookside Park, Pasadena 34° 09′ 34″ N, 118° 10′ 00″ O                                                                                     | Los Angeles            | 87000755 | |
| 124   | Royal Presidio Chapel                                                                                   |        | 9 de outubro de 1960 (64 anos)    | 550 Church St., Monterey 36° 35′ 45″ N, 121° 53′ 25″ O | Monterey               | 66000216 | |
| 125   | Sala 307, Gilman Hall, Universidade da Califórnia                                                       |        | 21 de dezembro de 1965 (59 anos)  | Universidade da Califórnia em Berkeley 37° 52′ 15″ N, 122° 15′ 18″ O                                                                                          | Alameda                | 66000203 | |
| 126   | Sítio Borax Lake                                                                                        |        | 20 de setembro de 2006 (18 anos)  | Endereço restrito em Clearlake | Lake                   | 91001424 | É um sítio arqueológico, também conhecido como Borax Lake--Hodges Archeological Site.                 |
| 127   | Space Flight Operations Facility                                                                        |        | 3 de outubro de 1985 (39 anos)    | Jet Propulsion Laboratory, Pasadena 34° 12′ 03,91″ N, 118° 10′ 25,01″ O                                                                                       | Los Angeles            | 85002814 | |
| 128   | Star of India                                                                                           |        | 13 de novembro de 1966 (58 anos)  | Embarcadero, San Diego 32° 43′ 13,5″ N, 117° 10′ 24,7″ O | San Diego              | 66000223 | |
| 129   | Steedman Estate                                                                                         |        | 16 de janeiro de 2009 (16 anos)   | 1387 E. Valley Rd., Montecito 34° 26′ 10,4″ N, 119° 38′ 13,54″ O                                                                                              | Santa Bárbara          | 87000002 | |
| 130   | Sutter's Fort                                                                                           |        | 20 de janeiro de 1961 (64 anos)   | 2701 L St., Sacramento 38° 34′ 20″ N, 121° 28′ 12″ O | Sacramento             | 66000221 | |
| 131   | Tao House                                                                                               |        | 17 de julho de 1971 (53 anos)     | 1,5 milha à oeste de Danville 37° 49′ 28″ N, 122° 01′ 47″ O                                                                                                   | Contra Costa           | 71000137 | |
| 132   | Teatro Paramount                                                                                        |        | 5 de maio de 1977 (47 anos)       | 2025 Broadway, Oakland 37° 48′ 34″ N, 122° 16′ 05″ O | Alameda                | 73000395 | |
| 133   | The Abbey, Joaquin Miller Home                                                                          |        | 29 de dezembro de 1962 (62 anos)  | Joaquin Miller Road e Sanborn Drive, Oakland 37° 48′ 45″ N, 122° 11′ 08″ O                                                                                    | Alameda                | 66000204 | |
| 134   | The Ahwahnee                                                                                            |        | 28 de maio de 1987 (37 anos)      | Vale de Yosemite, Parque Nacional de Yosemite 37° 44′ 44,7″ N, 119° 34′ 27″ O                                                                                 | Mariposa               | 77000149 | |
| 135   | The Forty Acres                                                                                         |        | 6 de outubro de 2008 (16 anos)    | 30168 Garces Highway, Delano 35° 45′ 47,71″ N, 119° 17′ 14,99″ O                                                                                              | Kern                   | 08001090 | |
| 136   | Túnel de vento unitário plano                                                                           |        | 3 de outubro de 1985 (39 anos)    | Ames Research Center, Campo de Moffett 37° 25′ 00,9″ N, 122° 03′ 37,71″ O                                                                                     | Santa Clara            | 85002799 | |
| 137   | Twenty-Five-Foot Space Simulator                                                                        |        | 3 de outubro de 1985 (39 anos)    | Jet Propulsion Laboratory, Pasadena 34° 12′ 09,8″ N, 118° 10′ 22,4″ O                                                                                         | Los Angeles            | 85002812 | |
| 138   | Upton Sinclair House                                                                                    |        | 11 de novembro de 1971 (53 anos)  | 464 N. Myrtle Ave., Monrovia 34° 09′ 43″ N, 118° 00′ 04″ O | Los Angeles            | 71000153 | |
| 139   | Wapama (escuna a vapor)                                                                                 |        | 20 de abril de 1984 (40 anos)     | Parque Histórico Estadual Marítimo de São Francisco, 2905 Hyde St., São Francisco 37° 54′ 21,1″ N, 122° 22′ 00″ O                                             | São Francisco          | 73000228 | |
| 140   | Warner's Ranch                                                                                          |        | 20 de janeiro de 1961 (64 anos)   | 4 milhas ao sul de Warner Springs 33° 14′ 19″ N, 116° 39′ 03″ O                                                                                               | San Diego              | 66000228 | |
| 141   | Watts Towers                                                                                            |        | 14 de dezembro de 1990 (34 anos)  | 1765 E. 107th St., Los Angeles 33° 56′ 19,46″ N, 118° 14′ 27,77″ O                                                                                            | Los Angeles            | 77000297 | |
| 142   | Wawona Hotel e Estúdio Thomas Hill                                                                      |        | 28 de maio de 1987 (37 anos)      | Na CA 41 no Parque Nacional de Yosemite, Wawona 37° 32′ 11″ N, 119° 39′ 13″ O                                                                                 | Mariposa               | 75000223 | |
| 143   | William C. Ralston Home                                                                                 |        | 13 de novembro de 1966 (58 anos)  | Campus da Notre Dame de Namur University, Belmont 37° 31′ 03″ N, 122° 17′ 10″ O                                                                               | San Mateo              | 66000234 | |
| 144   | Yuma Crossing e locais associados                                                                       |        | 13 de novembro de 1966 (58 anos)  | Margens do Rio Colorado em Winterhaven (CA) e Yuma (AZ) 32° 43′ 43″ N, 114° 36′ 56″ O                                                                         | Yuma                   | 66000197 | Marco compartilhado com o Arizona.                                                                    |

## Áreas históricas do NPS na Califórnia
Locais históricos nacional, parques históricos nacional, alguns monumentos nacional e determinadas áreas listadas no Sistema Nacional de Parques são marcos históricos de importância nacional, geralmente já protegidos antes mesmo da criação do programa NHL em 1960.
Existem 7 dessas áreas na Califórnia. O Serviço Nacional de Parques lista esses quatro juntos com os NHLs no estado. O Local Histórico Nacional Eugene O'Neill, também nomeado como Tao House, está listado acima como um NHL sob esse nome. O Local Histórico Nacional John Muir também está listado acima como John Muir House, assim como Manzanar que é listado como Manzanar War Relocation Center. Os outros 4 são:
|   | Nome                                                                    | Imagem | Criação                          | Localidade e coordenadas                                                                                       | Condado       | Observações |
| - | ----------------------------------------------------------------------- | ------ | -------------------------------- | --- | ------------- | ----------- |
| 1 | Local Histórico Nacional de Fort Point                                  |        | 16 de outubro de 1970 (54 anos)  | Extremidade norte da península de São Francisco na U.S. 101 e I 480 37° 48′ 38″ N, 122° 28′ 38″ O              | São Francisco |             |
| 2 | Monumento Nacional Cabrillo                                             |        | 14 de outubro de 1913 (111 anos) | 10 milhas de San Diego fora da U.S. 10, próximo da extremidade sul de Point Loma 32° 40′ 23″ N, 117° 14′ 19″ O | San Diego     |             |
| 3 | Parque Histórico Estadual Marítimo de São Francisco                     |        | 27 de junho de 1988 (36 anos)    | Fort Mason, Bld. 201, São Francisco 37° 48′ 23″ N, 122° 25′ 25″ O                                              | São Francisco |             |
| 4 | Rosie o rebitador/Lar do Parque Histórico Nacional da 2ª Guerra Mundial |        | 25 de outubro de 2000 (24 anos)  | Estaleiros de Richmond 37° 54′ 34,36″ N, 122° 21′ 26,48″ O                                                     | Contra Costa  |             |

## NHLs extintos e futuros
Três locais na Califórnia foram designados Marcos Históricos Nacional e, posteriormente, de-designados. Um local foi designado elegível para ser um marco, mas a designação não foi finalizada.
|   | Nome                                                               | Imagem | Inclusão                                                               | Localidade e coordenadas | Condado     | Observações |
| - | ------------------------------------------------------------------ | ------ | ---------------------------------------------------------------------- | ------------------------ | ----------- | --- |
| a | Capela do Forte Ross                                               |        | 1969 (56 anos) Excluído em 1971 (54 anos)                              | Forte Ross               | Sonoma      | A capela em Forte Ross, um raro exemplo de uma igreja de tora construída sobre um plano russo quadrilátero, foi retirada das listas NHL após um incêndio ter destruido a maior parte do edifício em 1970. A capela encontra-se agora totalmente reconstruída. |
| b | Laboratório de Rochas Magnéticas                                   |        | 1994 (31 anos) Excluído em 1999 (26 anos)                              | Menlo Park               | San Mateo   | Localizado no escritório do Serviço Geológico dos Estados Unidos de Menlo Park, este é o local onde Richard Doell, Allan V. Cox, e Brent Dalrymple pesquisaram grandes descobertas em áreas relacionadas com inversão geomagnética e placas tectônicas. No entanto, o laboratório foi construído em um edifício temporário, e teve que ser demolido no final de 1990. |
| c | Local da Primeira Fábrica de Conservas de Salmão da Costa Pacífica |        | 6 de abril de 1964 (60 anos) Excluído em 14 de julho de 2004 (20 anos) | Broderick                | Yolo        | O Local da Primeira Fábrica de Conservas de Salmão da Costa Pacífica foi criada em 1964. No entanto, nada da operação original permanece, e as numerosas inundações e a criação de um parque urbano no antigo local alterou a aparência dos rios a tal ponto que a designação de NHL foi retirada em 2004.                                                            |
| d | Saddle Rock Ranch Pictograph Site                                  |        | 1990 (35 anos) (elegibilidade determinada)                             | Malibu                   | Los Angeles | Localizado no terreno da antiga fazenda Saddle Rock, o local é composto de um abrigo rochoso adornado com arte rupestre do povo Chumash. |